# ايتشكيرشن
ايتشكيرشن (بالألمانية: Aichkirchen) هي بلدية في منطقة ويلس لاند في ولاية النمسا العليا.